# Kenia op de Olympische Zomerspelen 2000
Kenia nam deel aan de Olympische Zomerspelen 2000 in Sydney, Australië. Het Afrikaanse land eindigde op de 29ste plaats in het medailleklassement, onder meer dankzij de 2 gouden medailles.

## Medailleoverzicht
| Sport    | Olympiër             | Onderdeel              | Medaille |
| -------- | -------------------- | ---------------------- | -------- |
| Atletiek | Noah Ngeny           | 1500m (m)              | Goud     |
| Atletiek | Reuben Kosgei        | 3000m steeplechase (m) | Goud     |
| Atletiek | Paul Tergat          | 10000m (m)             | Zilver   |
| Atletiek | Wilson Boit Kipketer | 3000m steeplechase (m) | Zilver   |
| Atletiek | Erick Wainaina       | marathon (m)           | Zilver   |
| Atletiek | Bernard Lagat        | 1500m (m)              | Brons    |
| Atletiek | Joyce Chepchumba     | marathon (v)           | Brons    |

## Deelnemers en resultaten

### Atletiek
| Olympiër                                             | Onderdeel              | Resultaat | Prestatie                                                                             |
| ---------------------------------------------------- | ---------------------- | --------- | ------------------------------------------------------------------------------------- |
| Ezra Sambu                                           | 200m (m)               | 52e       | serie 7: 7de in 21,23                                                                 |
| David Kirui                                          | 400m (m)               | 29e       | serie 4: 2de in 45,69 kwartfinale 2: 7de in 46,00                                     |
| Kennedy Ochieng                                      | 400m (m)               | DNF       | serie 2: niet gefinisht                                                               |
| Japheth Kimutai                                      | 800m (m)               | 12e       | serie 6: 2de in 1.45,60 halve finale 2: 5de in 1.45,64                                |
| Joseph Mutua                                         | 800m (m)               | 32e       | serie 3: 3de in 1.47,86                                                               |
| William Yiampoy                                      | 800m (m)               | 16e       | serie 5: 4de in 1.47,35 halve finale 1: 5de in 1.45,88                                |
| Bernard Lagat                                        | 1500m (m)              | Brons     | serie 2: 2de in 3.40,42 halve finale 2: 2de in 3.37,84 finale: 3de in 3.32,44         |
| Noah Ngeny                                           | 1500m (m)              | Goud      | serie 3: 1ste in 3.38,03 halve finale 1: 1ste in 3.39,29 finale: 1ste in 3.32,07 (OR) |
| William Chirchir                                     | 1500m (m)              | 25e       | serie 1: 8ste in 3.40,22                                                              |
| David Chelule                                        | 5000m (m)              | 5e        | serie 2: 4de in 13.29,98 finale: 5de in 13.37,13                                      |
| Julius Gitahi                                        | 5000m (m)              | 9e        | serie 1: 5de in 13.23,12 finale: 9de in 13.39,11                                      |
| Richard Limo                                         | 5000m (m)              | 10e       | serie 1: 6de in 13.23,17 finale: 10de in 13.39,43                                     |
| Patrick Ivuti                                        | 10000m (m)             | 4e        | serie 1: 2de in 27.50,10 finale: 4de in 27.20,44                                      |
| John Korir                                           | 10000m (m)             | 5e        | serie 1: 3de in 27.50,19 finale: 5de in 27.24,75                                      |
| Paul Tergat                                          | 10000m (m)             | Zilver    | serie 2: 2de in 27.44,07 finale: 2de in 27.18,29                                      |
| Erick Keter                                          | 400m horden (m)        | 24e       | serie 2: 6de in 50,06 halve finale 3: 8ste in 51,25                                   |
| Hillary Maritim                                      | 400m horden (m)        | 39e       | serie 3: 6de in 51,04                                                                 |
| Bernard Barmasai                                     | 3000m steeplechase (m) | 4e        | serie 2: 1ste in 8.23,08 finale: 4de in 8.22,23                                       |
| Wilson Boit Kipketer                                 | 3000m steeplechase (m) | Zilver    | serie 3: 2de in 8.22,07 finale: 2de in 8.21,77                                        |
| Reuben Kosgei                                        | 3000m steeplechase (m) | Goud      | serie 1: 1ste in 8.23,17 finale: 1ste in 8.21,43                                      |
| Ezra Sambu Samson Yego Joseph Mutua Julius Chepkwony | 4x400m (m)             | DSQ       | serie 2: 2de in 3.06,77 halve finale 1: gediskwalificeerd                             |
| Kenneth Cheruiyot                                    | marathon (m)           | DNF       | niet gefinisht                                                                        |
| Elijah Lagat                                         | marathon (m)           | DNF       | niet gefinisht                                                                        |
| Eric Wainaina                                        | marathon (m)           | Zilver    | 2:10.31                                                                               |
| David Kimutai                                        | 20km snelwandelen (m)  | 39e       | 1:28.45                                                                               |
| Julius Sawe                                          | 20km snelwandelen (m)  | 42e       | 1:30.55                                                                               |
|                                                      |                        |           |                                                                                       |
| Naomi Mugo                                           | 1500m (v)              | 31e       | serie 2: 10de in 4.13,18                                                              |
| Lydia Cheromei                                       | 5000m (v)              | 6e        | serie 1: 4de in 15.09,32 finale: 6de in 14.47,35                                      |
| Rose Cheruiyot                                       | 5000m (v)              | 11e       | serie 2: 1ste in 15.13,18 finale: 11de in 14.58,07                                    |
| Vivian Cheruiyot                                     | 5000m (v)              | 14e       | serie 3: 5de in 15.11,11 finale: 14de in 15.25,67                                     |
| Sally Barsosio                                       | 10000m (v)             | 17e       | serie 2: 1ste in 32.34,07 finale: 17de in 31.57,41                                    |
| Tegla Loroupe                                        | 10000m (v)             | 5e        | serie 1: 2de in 32.06,41 finale: 5de in 30.37,26                                      |
| Alice Timbilil                                       | 10000m (v)             | 14e       | serie 2: 2de in 32.34,15 finale: 14de in 31.50,22                                     |
| Joyce Chepchumba                                     | marathon (v)           | Brons     | 2:24.45                                                                               |
| Tegla Loroupe                                        | marathon (v)           | 13e       | 2:29.45                                                                               |
| Esther Wanjiru                                       | marathon (v)           | 4e        | 2:26.17                                                                               |

### Boksen
| Olympiër        | Onderdeel   | Resultaat | Prestatie |
| --------------- | ----------- | --------- | --- |
| Suleiman Bilali | -48kg (m)   | 5e        | 1ste ronde: vrij 2de ronde: W van RSA Matyhila: scheidsrechterlijke beslissing kwartfinale: V van ESP Lozano: 10-11 |
| Fred Kinuthia   | -63,5kg (m) | 17e       | 1ste ronde: V van GHA Neequaye: 2-14                                                                                |
| Peter Ngumi     | -75kg (m)   | 17e       | 1ste ronde: V van AZE Alakbarov: 3-12                                                                               |
| George Odindo   | -81kg (m)   | 17e       | 1ste ronde: V van KGZ Katulevsky: 2-11                                                                              |

### Boogschieten
| Olympiër       | Onderdeel       | Resultaat | Prestatie                                                               |
| -------------- | --------------- | --------- | ----------------------------------------------------------------------- |
| Dominic Rebelo | individueel (m) | 63e       | plaatsingsronde: 63ste met 500 punten 1ste ronde: V van KOR Oh: 132-168 |

### Volleybal
| Olympiër | Onderdeel | Resultaat | Prestatie |
| --- | --------- | --------- | --- |
| Mary Ayuma Violet Barasa Ednah Chepngeno Margaret Indakala Jackline Makokha Roselidah Mangala Gladys Nasikanda Dorcas Ndasaba Judith Serenge Nancy Waswa Doris Wefwafwa Emily Wesutila | zaal (v)  | 11e       | groep A: 6de V van Brazilië: 0-3 (8-25, 11-25, 13-25) V van Verenigde Staten: 0-3 (16-25, 6-25, 16-25) V van Australië: 1-3 (25-16, 20-25, 16-25, 26-28) V van China: 0-3 (15-25, 14-25, 18-25) V van Kroatië: 1-3 (25-18, 16-25, 18-25, 18-25) |

| Groep A |                  |             |             |             |             |             |             |        |        |        |        |
| #       | Land             | Wedstrijden | Wedstrijden | Wedstrijden | Wedstrijden | Wedstrijden | Wedstrijden | Punten | Punten | Punten | Punten |
| #       | Land             | G           | W           | V           | SW          | SV          | SR          | SPW    | SPL    | Saldo  | Punten |
| 1       | Brazilië         | 5           | 5           | 0           | 15          | 1           | +14         | 395    | 272    | +123   | 10     |
| 2       | Verenigde Staten | 5           | 4           | 1           | 13          | 4           | +9          | 392    | 306    | +86    | 9      |
| 3       | Kroatië          | 5           | 3           | 2           | 9           | 9           | 0           | 411    | 389    | +22    | 8      |
| 4       | China            | 5           | 2           | 3           | 8           | 9           | -1          | 371    | 365    | +6     | 7      |
| 5       | Australië        | 5           | 1           | 4           | 4           | 13          | -9          | 303    | 408    | -105   | 6      |
| 6       | Kenia            | 5           | 0           | 5           | 2           | 15          | -13         | 280    | 412    | -132   | 5      |

| Ronde        | Datum  | Plaats           | Land | Score     | Land |
| ------------ | ------ | ---------------- | ---- | --------- | ---- |
| Groepsfase   |        |                  |      |           |      |
| 16 september | Sydney | Brazilië         | 3-0  | Kenia     |      |
| 18 september | Sydney | Verenigde Staten | 3-0  | Kenia     |      |
| 20 september | Sydney | Kenia            | 1-3  | Australië |      |
| 22 september | Sydney | China            | 3-0  | Kenia     |      |
| 24 september | Sydney | Kenia            | 1-3  | Kroatië   |      |

### Wielersport
| Olympiër    | Onderdeel        | Resultaat | Prestatie   |
| ----------- | ---------------- | --------- | ----------- |
| Ken Muhindi | mountainbike (m) | 39e       | op 4 ronden |

### Zwemmen
| Olympiër    | Onderdeel            | Resultaat | Prestatie               |
| ----------- | -------------------- | --------- | ----------------------- |
| Kim Jin-woo | 100m vlinderslag (m) | 60e       | serie 1: 6de in 59,55   |
|             |                      |           |                         |
| Maria Awori | 100m vrije slag (m)  | 48e       | serie 1: 3de in 1.06,23 |

Albanië · Algerije · Amerikaanse Maagdeneilanden · Amerikaans-Samoa · Andorra · Angola · Antigua en Barbuda · Argentinië · Armenië · Aruba · Australië · Azerbeidzjan · Bahama's · Bahrein · Bangladesh · Barbados · België · Belize · Benin · Bermuda · Bhutan · Bolivia · Bosnië en Herzegovina · Botswana · Brazilië · Britse Maagdeneilanden · Brunei · Bulgarije · Burkina Faso · Burundi · Cambodja · Canada · Centraal-Afrikaanse Republiek · Chili · China · Chinees Taipei · Colombia · Comoren · Congo-Brazzaville · Congo-Kinshasa · Cookeilanden · Costa Rica · Cuba · Cyprus · Denemarken · Djibouti · Dominica · Dominicaanse Republiek · Duitsland · Ecuador · Egypte · El Salvador · Equatoriaal-Guinea · Eritrea · Estland · Ethiopië · Fiji · Filipijnen · Finland · Frankrijk · Gabon · Gambia · Georgië · Ghana · Grenada · Griekenland · Groot-Brittannië · Guam · Guatemala · Guinee · Guinee‑Bissau · Guyana · Haïti · Honduras · Hongarije · Hongkong · Ierland · IJsland · India · Indonesië · Irak · Iran · Israël · Italië · Ivoorkust · Jamaica · Japan · Jemen · Joegoslavië · Jordanië · Kaaimaneilanden · Kaapverdië · Kameroen · Kazachstan · Kenia · Kirgizië · Koeweit · Kroatië · Laos · Lesotho · Letland · Libanon · Liberia · Libië · Liechtenstein · Litouwen · Luxemburg · Macedonië · Madagaskar · Malawi · Malediven · Maleisië · Mali · Malta · Marokko · Mauritanië · Mauritius · Mexico · Micronesië · Moldavië · Monaco · Mongolië · Mozambique · Myanmar · Namibië · Nauru · Nederland · Nederlandse Antillen · Nepal · Nicaragua · Nieuw-Zeeland · Niger · Nigeria · Noord-Korea · Noorwegen · Oeganda · Oekraïne · Oezbekistan · Oman · Oostenrijk · Pakistan · Palau · Palestina · Panama · Papoea-Nieuw-Guinea · Paraguay · Peru · Polen · Portugal · Puerto Rico · Qatar · Roemenië · Rusland · Rwanda · Saint Kitts en Nevis · Saint Lucia · Saint Vincent en Grenadines · Salomonseilanden · Samoa · San Marino ·  Sao Tomé en Principe · Saoedi-Arabië · Senegal · Seychellen · Sierra Leone · Singapore · Slovenië · Slowakije · Soedan · Somalië · Spanje · Sri Lanka · Suriname · Swaziland · Syrië · Tadzjikistan · Tanzania · Thailand · Togo · Tonga · Trinidad en Tobago · Tsjaad · Tsjechië · Tunesië · Turkije · Turkmenistan · Uruguay · Vanuatu · Venezuela · Verenigde Arabische Emiraten · Verenigde Staten · Vietnam · Wit-Rusland · Zambia · Zimbabwe · Zuid-Afrika · Zuid-Korea · Zweden · Zwitserland · Individuele olympische atleten